# Carry Brachvogel

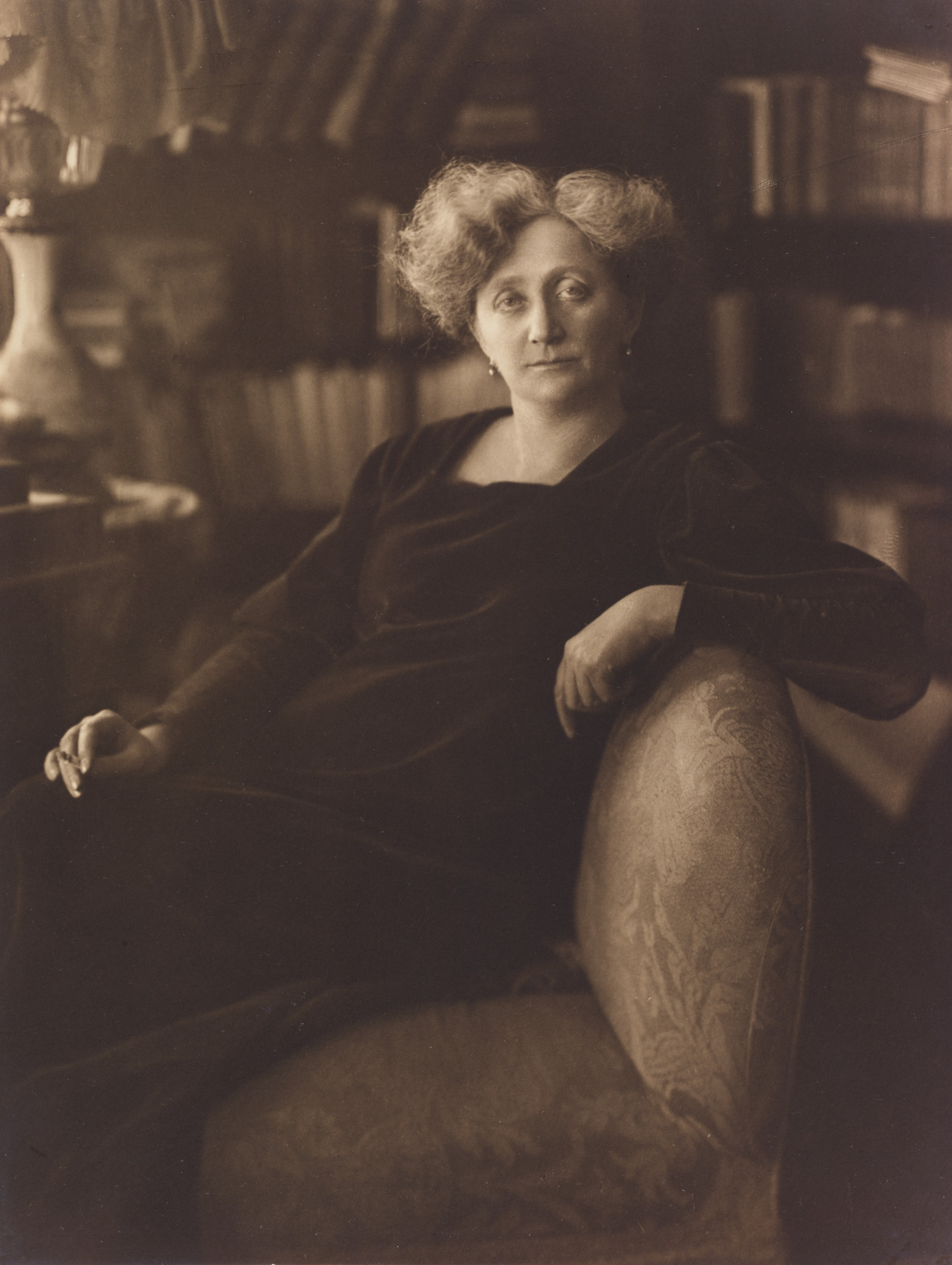
Carry Brachvogel, Aufnahme von Theodor Hilsdorf

Karoline „Carry“ Brachvogel, geborene Karoline Hellmann (geboren am 16. Juni 1864 in München; gestorben am 20. November 1942 im KZ Theresienstadt), war eine deutsche Schriftstellerin.

## Leben
Karoline Brachvogel war die Tochter des wohlhabenden Münchner Kaufmanns Heinrich Hellmann (1819–1880) und seiner Ehefrau Zerlinda (oder Zerline) Karl (1838–1923). Die Familie wohnte zunächst in der Residenzstraße, später in der Brienner Straße. Zusammen mit ihrem Bruder Siegmund Hellmann (1872–1942) wuchs Karoline, genannt Carry, im Umfeld eines liberalen, kulturell interessierten Judentums auf.
Nach eigenen Angaben interessierte sie sich bereits als Kind für Literatur und Kunst sowie für das literarische Schreiben. Nach Richardsen besuchte sie zur Ausbildung ein „Institut“, wobei die Historikerin Ritter eine private Höhere Töchterschule vermutet.
Im Jahr 1887 heiratete sie den römisch-katholischen Journalisten Wolfgang Brachvogel (1854–1892), damals Redakteur der Münchner Neuesten Nachrichten, ohne selbst zum Christentum zu konvertieren. Dies war ungewöhnlich, da ihr Ehemann weniger vermögend und katholisch war. Die Historikerin Judith Ritter vermutet eine Heirat aus Zuneigung statt aus Standesgründen. 1888 wurde ihre Tochter Feodora geboren, die religionslos aufwuchs, und ein Jahr später ihr Sohn Heinz-Udo (1889–1934), der getauft wurde. Ihren Sohn schickte sie aufs Gymnasium und ihre Tochter auf eine wirtschaftliche Frauenschule, wodurch sie später einen Beruf ausüben konnte.

### Anfänge als Schriftstellerin

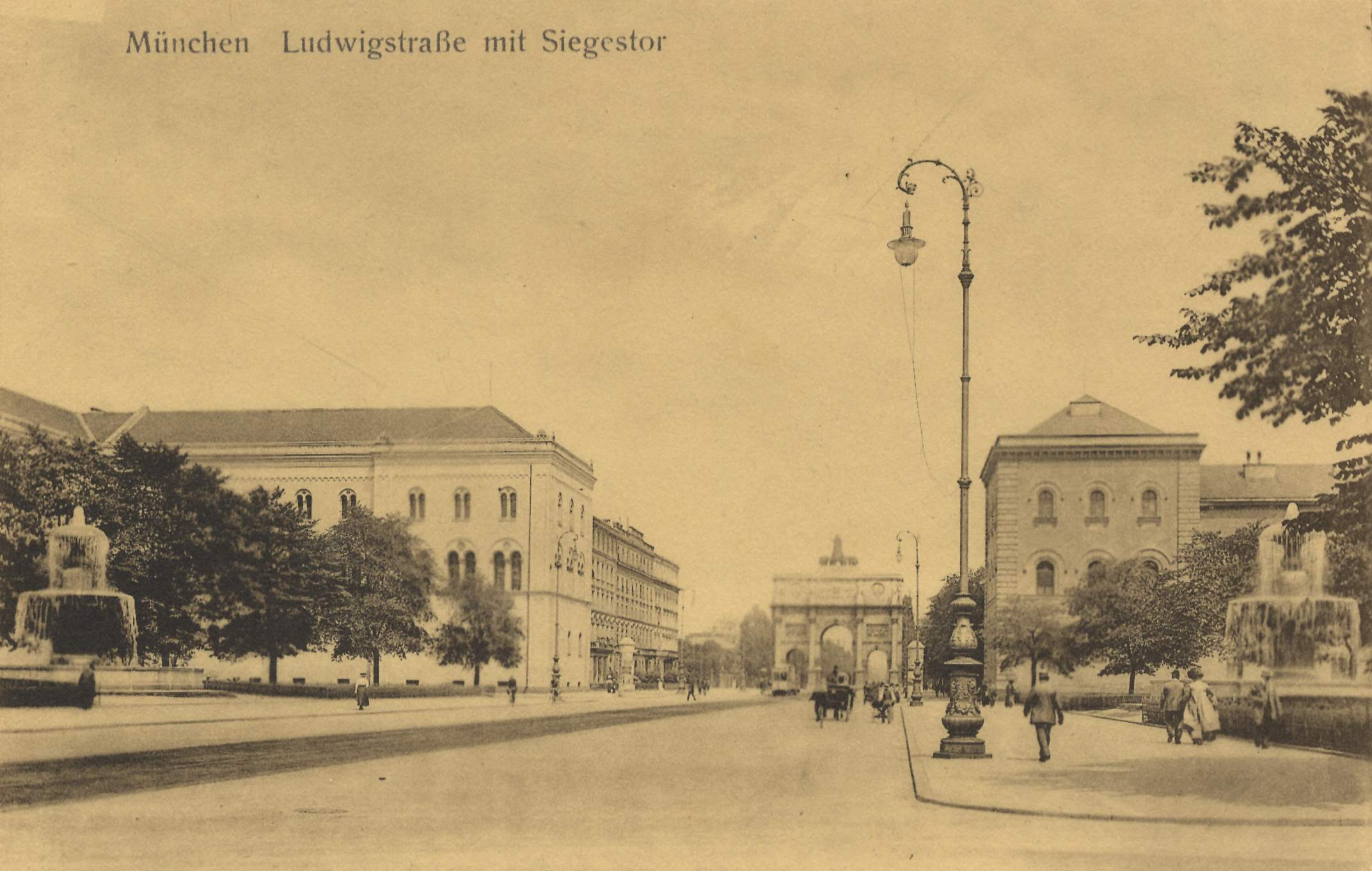
Brachvogels Wohngegend ab 1894 am Siegestor

1892 kam Brachvogels Mann durch einen Schwimmunfall zu Tode. Die junge Witwe und alleinerziehende Mutter lehnte es ab, eine Versorgungsehe einzugehen, und zog es vor unabhängig zu bleiben. 1894 zog sie von der Brienner Straße zu ihrer Mutter in das Gebäude neben dem Siegestor mit der damaligen Adresse Ludwigstraße 17b, das heute die Hausnummer 33 trägt und das Institut für Statistik der Ludwig-Maximilians-Universität beherbergt.
Sie verfasste das Schauspiel Vergangenheit, das 1894 in Frankfurt am Main und München aufgeführt wurde. Ihr Debütroman Alltagsmenschen konnte durch Vermittlung Ernst von Wolzogens beim renommierten S. Fischer Verlag erscheinen. Im Buch prangert sie satirisch ein veraltetes Rollenbild an. Als die Veröffentlichung des byzantinischen Romans Der Nachfolger vom Verlag abgelehnt wurde, nahm sie das Angebot der Wiener Zeit an, Feuilletons zu verfassen. Das tat sie mit einigem Erfolg und konnte bald als Feuilletonistin nach München zurückkehren. Ihre zweite Veröffentlichung Der Erntetag und Anderes. Novellen widmete sie 1897 Marie Haushofer, mit deren Stiefmutter Emma Haushofer-Merk Brachvogel befreundet war. In den folgenden Jahren veröffentlichte sie zahlreiche Romane sowie Novellen, Jugendbücher und Biografien, hauptsächlich historisch bedeutender Frauen. Diese brachte sie zumeist in kleineren Verlagen wie Flemming, Wigand, Rothbarth, Engelhorn Verlag und Hermann Hillger Verlag. Nach der Historikerin Ritter konnte Brachvogel von ihrer Arbeit nach einigen Jahren gut leben und sich sogar einen gewissen Luxus leisten. So geht aus ihren Werken hervor, dass sie nicht nur Bayern, sondern auch nach London, Berlin, Wien, Norditalien oder Sizilien reiste.

### Teil der Frauenbewegung
Seit 1903 war Brachvogel Mitglied im „Verein für Fraueninteressen“. Der 1894 von Ika Freudenberg unter dem Namen „Gesellschaft zur Förderung der geistigen Interessen der Frau“ gegründete Verein gehörte zur bürgerlichen Frauenbewegung, die Distanz hielt zu radikaleren Positionen, wie sie etwa von Anita Augspurg vertreten wurden. Zu den männlichen Mitgliedern des Vereins zählten auch Rainer Maria Rilke und Ernst von Wolzogen. 1911 hielt Brachvogel dort den Vortrag Hebbel und die moderne Frau, der 1912 veröffentlicht wurde. Darin stellte sie das Frauenbild der deutschen Klassik dem neuen Typus der selbstbestimmten Frau gegenüber. Nach dem Tod von Ika Freudenberg übernahm Luise Kiesselbach 1912 die Leitung des Vereins. 1913 wurde Brachvogel in den Vorstand gewählt. In ihrem Roman Die große Pagode hatte Brachvogel die elenden Arbeitsbedingungen der Bühnenschauspielerinnen thematisiert. Um deren Situation zu verbessern, gründete sie eine „Kommission für Bühnenangelegenheiten“ im Verein für Fraueninteressen.
Auch die Lage der traditionell schlecht bis gar nicht bezahlten schreibenden Frauen sollte durch gegenseitige solidarische Unterstützung verbessert werden. Im Jahr 1913 gründete Brachvogel zusammen mit Emma Haushofer-Merk (1854–1925) den Münchner Schriftstellerinnen-Verein. Sein Ziel war es, gegen „gewissenlose Verleger“ eine angemessene Bezahlung schreibender Frauen durchzusetzen. Im Gründungsjahr hatte der Verein bereits 70 Mitglieder, zu denen etwa die prominenten Schriftstellerinnen Ricarda Huch, Annette Kolb oder Frieda Port gehörten. Brachvogel war eng mit dem Verein verbunden, der an ihrer Adresse gemeldet war und über Brachvogels Telefonnummer erreichbar war. Nach dem Tod von Haushofer-Merk übernahm sie 1925 den alleinigen Vorsitz In der schwierigen wirtschaftlichen Situation der 1920er Jahre organisierte sie mit dem Verein 1927 einen Hilfsfonds für bedürftige Mitglieder. Sie lehnte mehrfach Anfragen ab, bei denen die Mitglieder für andere Verbände kostenfreie Beiträge hätten schreiben sollen.
Der literarische Salon in Brachvogels Wohnung war in den 1920er Jahren ein Zentrum des kulturellen Lebens der Stadt. Zu Gast waren etwa Brachvogels Förderer Ernst von Wolzogen und die Schriftsteller Max Haushofer Jr., Oskar Mysing, Hugo Steinitzer, Rainer Maria Rilke und Lou Andreas-Salomé. Nach der Historikerin Ritter kultivierte Brachvogel absichtlich ein Image als kühl, unnahbar, scharfzüngig und intellektuell. Dadurch wollte sie als Schriftstellerin in ihrer Zeit ernst genommen und akzeptiert werden. Die Unterhaltung des Salons spricht ebenfalls für großzügige finanzielle Verhältnisse.

### Verfolgung durch die NS-Diktatur und Tod
Mit Beginn der NS-Zeit rückte ihre jüdische Herkunft in den Vordergrund. Schon 1933 entzog der Verband ihr in vorauseilendem Gehorsam den Vorsitz: Einige Mitglieder traten am 3. Mai zusammen und erklärten den Rücktritt der Vorsitzenden und Mitgründerin, ohne diese davon in Kenntnis zu setzen. Am 4. Oktober 1933 wurde bei der Hauptversammlung die Auflösung des Vereins beschlossen. Carry Brachvogel erhielt Berufsverbot, verlor ihre Existenzgrundlage und musste ihren Salon auflösen. Auch ihr Bruder Siegmund Hellmann hatte durch das Gesetz zur Wiederherstellung des Berufsbeamtentums Arbeit und Einkünfte verloren. Die folgenden Jahre lebte er zusammen mit der Schwester zurückgezogen in deren Wohnung in der Herzogstraße 55. Trotz des Berufsverbots veröffentlichte Brachvogel jeweils in den Jahren 1933, 1934 und 1936 noch Essays in „Monatshefte für Literatur, Kunst und Wissenschaft. Zeitschrift der Buchgemeinde Berlin“. Von 1938 bis 1942 pflegte Siegmund einen regelmäßigen Briefwechsel mit seinem Sohn Heinz, in dem er Brachvogel seit Kriegsbeginn nur noch als „Tante C.“ bezeichnet. Die Historikerin Judith Ritter nimmt an, dass dies dem Schutz der Jüdin Brachvogel vor der NS-Zensur diente. Aus den Briefen geht auch hervor, dass sie ein Exil in der Schweiz oder in den USA erwogen.
Carry Brachvogel wurde am 21. Juli 1942 zusammen mit ihrem Bruder von der Gestapo an ihrer Wohnung abgeholt. Vom selben Tag ist eine Postkarte überliefert, in der Brachvogel sich um ihre Tochter sorgt und vermutet, dass sie bald nach Theresienstadt gebracht werde. So geschah es dann auch einen Tag später, als sie mit dem Transport II/18 in das KZ Theresienstadt deportiert wurde. Die damals 78-Jährige überlebte die verheerenden sanitären Zustände in dem Konzentrationslager nur wenige Monate; laut Totenschein starb sie am 20. November 1942 an Altersschwäche. Ihr Bruder Siegmund, der mit demselben Transport nach Theresienstadt gekommen war, starb wenige Tage später, am 7. Dezember 1942. Die Historikerin Ritter vermutete, dass beide aufgrund der jahrelangen schlechten Ernährungssituation und durch die Strapazen körperlich geschwächt waren und deshalb die Bedingungen in Theresienstadt nicht lange aushielten.
Ihre Tochter, Feodora Brachvogel, arbeitete weiterhin als Sekretärin und lebte bis zu ihrem Tod 1961 in der Clemensstraße 38. Im Gegensatz zu den Nachfahren von Siegmund Hellmann stellte sie keinen Antrag auf Wiedergutmachung. Stattdessen erhob die Jewish Restitution Successor Organization 1948 Anspruch auf österreichische Wertpapiere, den sie allerdings 1957 zurückzog.

## Literarische Themen
Ein Schwerpunkt von Carry Brachvogels Arbeit lag auf der Bearbeitung historischer Themen. Zur Antike schrieb sie 1900 Die Wiedererstandenen. Cäsaren-Legende und 1902 Der Nachfolger über den Aufstieg von Basileios I. In der Neuzeit beschäftigte sie sich auffallend oft mit Frauenbiografien, etwa Lætitia Bonaparte, Maria Theresia oder Katharina II. Die Biografien sind dabei überwiegend positiv, und Brachvogel erklärte die Schwächen ihrer Protagonistinnen durch Kontextualisierung. Für ihre historischen Arbeiten recherchierte sie etwa in der Bayerischen Staatsbibliothek und ergänzte ihre Werke um Literaturlisten. Daneben schrieb sie Romane über die bayerische gehobene Gesellschaft und Familiengeschichten.
In ihrer Erzählung Götter a. D. geht es um die zwei stereotype Figuren Ahasver, den „Ewigen Juden“, und Messalina, die sich im 1. Jahrhundert nach Christus treffen und sich danach bis ins 19. Jahrhundert immer wieder treffen. Dabei verwandelt sich Messalina in immer schwächere und verdorbenere Frauenrollen, während Ahasver trotz aller Judenverfolgungen überlebt. Hierbei steht Messalina für den Niedergang des Adels/der Monarchie und Ahasver für das Judentum, das Brachvogel zwar karikiert, aber das dennoch am Ende in einer liberalen Gesellschaft obsiegt.

## Rezeption und Gedenken
Ihre Werke wurden von Zeitgenossen als „fesselnd“ oder „psychologisch interessant“ bezeichnet und ihr werden „Seelenkenntnis“ und „Menschenbeobachtung“ zugeschrieben. In ihren Gesellschaftsromanen wurde Realitätssinn und eine treffsichere Wiedergabe des bayerischen Dialektes gelobt. Allgemein galt sie als bekannte und anerkannte Schriftstellerin; zu ihrem 60. Geburtstag 1924 gratulierte Oberbürgermeister Karl Scharnagl und der Verein Münchner Schriftstellerinnen gab ein rauschendes Fest. Auch ihr Geburtstag 1929 wurde in der Presse gewürdigt. Negative Rezensionen kritisierten eine flache, banale Handlung oder eine zu große Nähe zu „Unterhaltungslektüre“. Die Historikerin Judith Ritter bringt das in Verbindung mit der Tatsache, dass Brachvogel von ihren Büchern leben musste und auf möglichst hohe Verkaufszahlen angewiesen war.

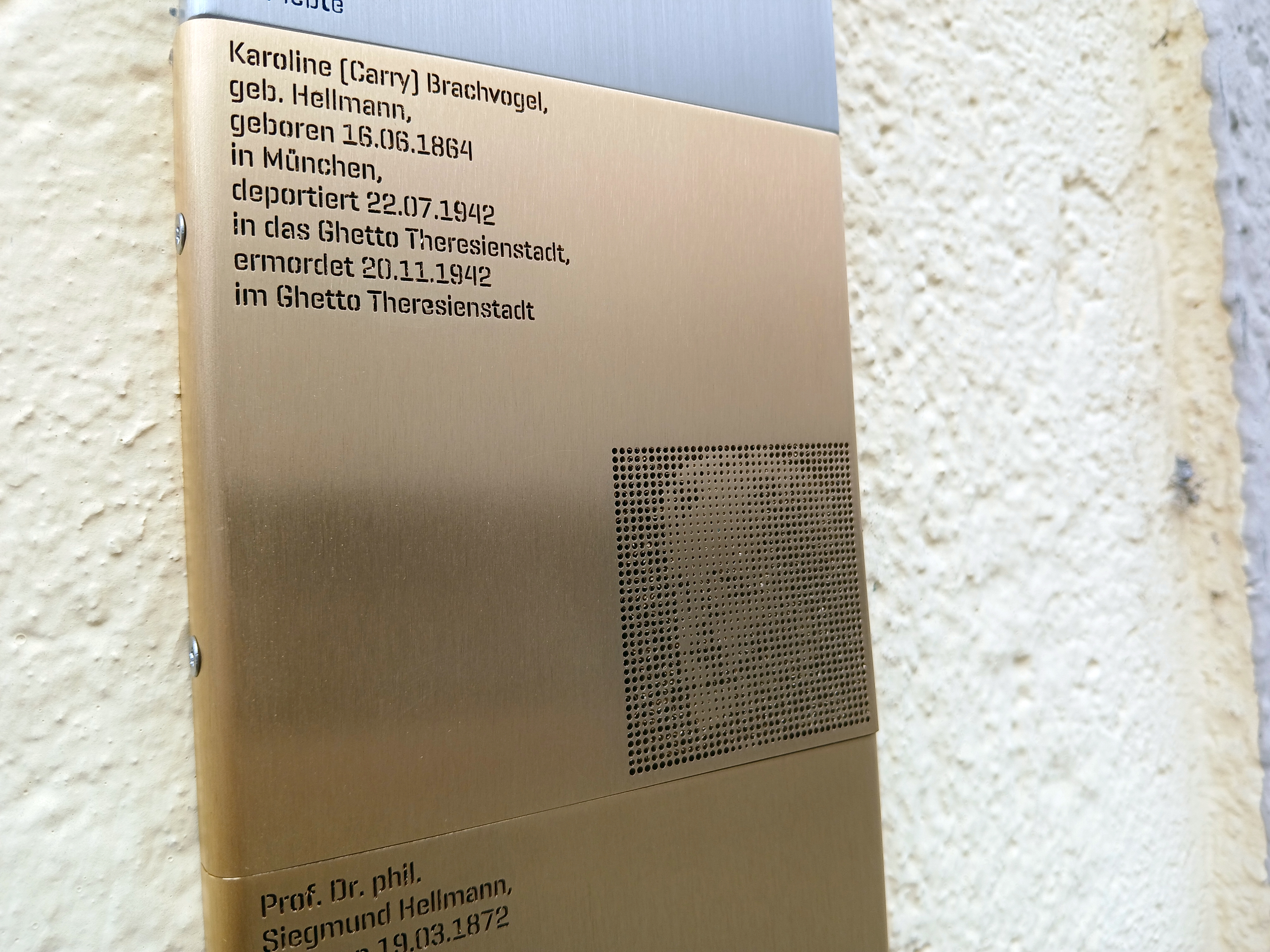
Erinnerungszeichen für Opfer des NS-Regimes in München für Karoline Brachvogel

Seit 1992 erinnert der „Carry-Brachvogel-Salon“ in der Seidlvilla an die einstmals so bekannte Münchner Schriftstellerin. Vermutlich geht die Benennung auf eine Veranstaltung des Arbeitskreises „Frauenleben in Bayern“ zurück. Durch Stadtratsbeschluss vom 14. Juni 2012 wurde im Münchner Stadtteil Bogenhausen die Carry-Brachvogel-Straße nach ihr benannt.
Bereits im Jahr 2001 organisierte die Monacensia die Veranstaltungsreihe „Der Traum vom Schreiben. Schriftstellerinnen in München (1860 bis 1960)“, bei der Brachvogels Essay Münchner Dreiklang gelesen wurde.
Carry Brachvogels schriftstellerisches Werk war lange Zeit vergessen. Seit 2013 werden ihre Werke im Allitera Verlag neu aufgelegt bzw. nachgedruckt. Die Literaturwissenschaftlerin Ingvild Richardsen erstellte für das Bayerische Fernsehen 2013 einen Dokumentarfilm über Carry Brachvogel und trug so zu ihrer Wiederentdeckung bei. Seitdem werden vermehrt literaturwissenschaftliche Arbeiten über Brachvogel veröffentlicht.
Im Jahr 2018 fand die Ausstellung „Evas Töchter“ in der Monacensia statt. Anhand von Schriften, Bildern und handwerklichen Objekten wurde ihr Leben nachgezeichnet. Im Juli 2024 wurde im Rahmen des Projekts Erinnerungszeichen für Opfer des NS-Regimes in München in der Herzogstraße 55 in München eine Gedenktafel für sie angebracht.

## Werke (Auswahl)

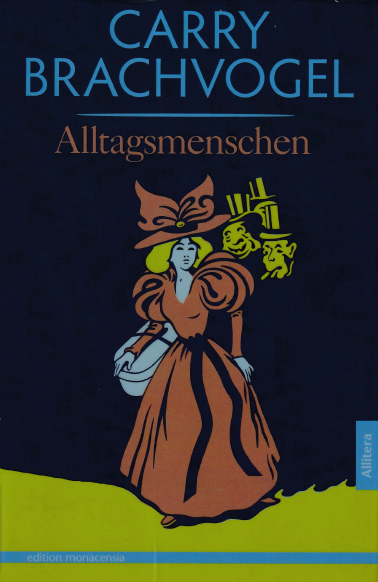
Cover ihres Romans Alltagsmenschen (1895)

### Monografien
- Vergangenheit. Schauspiel in drei Akten. 1894.
- Alltagsmenschen. Roman. S. Fischer, Berlin 1895. (Digitalisat). Neuauflage, hrsg. und mit einem Nachw. vers. von Ingvild Richardsen, Allitera Verlag, München 2013.
- Der Erntetag und Anderes. Novellen. S. Fischer, Berlin 1897. (Digitalisat)
- Die Wiedererstandenen. Cäsaren-Legende. S. Fischer, Berlin 1900. (Digitalisat)
- Die große Pagode. Roman. S. Fischer, Berlin 1901.
- Mit Oskar Mysing: Der kommende Mann. Drama. 1901.
- Der Nachfolger. Ein Roman aus Byzanz. Flemming, Berlin 1902.
- Die Erben. Roman aus Neudeutschland. Wiegand, Leipzig 1904.
- Die Marquise de Pompadour. Rothbarth, Leipzig 1905.
- Katharina II. von Russland. Rothbarth, Leipzig 1906, Nachdruck des Originals, Salzwasser Verlag, Paderborn 2013
- Ihr Dichter und andere Novellen. Hillger, Berlin 1906.
- Der Abtrünnige. Roman. Vita. Deutsches Verlagshaus, Berlin 1907.
- Madame Mère. Velhagen & Klasing, Bielefeld 1909. (Digitalisat)
- Der Kampf um den Mann. Roman. 2 Bde. Engelhorn, Stuttgart 1910. (Band 1 Digitalisat, Band 2 Digitalisat)[36]
- Maria Theresia. Lebensbild. Velhagen & Klasing, Bielefeld 1911 , Neuauflage 2017, ISBN 978-3-7437-1486-1
- Komödianten. Novellen. J. Engelhorns Nachf., Stuttgart 1911. (Digitalisat, Neuauflage 2016, ISBN 978-3-86199-409-1)
- Hebbel und die moderne Frau. Vortrag. Steinicke, München 1912.
- Die Könige und die Kärrner. Roman. J. Engelhorns Nachf., Stuttgart 1912, Nachdruck des Originals, Salzwasser Verlag, Paderborn 2013.
- Gesammelte Feuilletons. Senger, München 1913.
- Herbstspuk. Roman. Engelhorns Nachf., Stuttgart 1914.
- Die große Gauklerin. Ein Roman aus Venedig. Ullstein, Berlin + Wien 1915
  - Die große Gauklerin. Ein Roman aus Venedig., Nachdruck des Originals, Salzwasser Verlag, Paderborn 2013
  - Die große Gauklerin. Ein Roman aus Venedig., Hofenberg, Berlin 2016, Neuauflage ISBN 978-3-86199-163-2
- Das Herz im Süden. Roman. J. Engelhorns Nachf., Stuttgart 1916
- Schwertzauber. Roman. J. Engelhorns Nachf., Stuttgart 1917, Neuauflage Allitera Verlag 2014
- Das Glück der Erde. Roman. Engelhorn, Stuttgart 1919, (Digitalisat), Nachdruck des Originals, Salzwasser Verlag, Paderborn 2013
- Josefas Glück. Die geheimnisvolle Fremde. Stern-Bücher, Leipzig 1919.
- Eva in der Politik. Ein Buch über die politische Tätigkeit der Frau. Dürr & Weber, Leipzig 1920 , (Digitalisat)
  - Eva in der Politik. Ein Buch über die politische Tätigkeit der Frau., Nachdruck des Originals, Salzwasser Verlag, Paderborn 2013
  - Eva in der Politik. Ein Buch über die politische Tätigkeit der Frau., Hofenberg, Berlin 2016, Neuauflage, ISBN 978-3-86199-306-3
- Phantastische Geschichten und Legenden. Engelhorn, Stuttgart 1920, Nachdruck des Originals, Salzwasser Verlag, Paderborn 2013.
- Das Grammophon. Erzählungen. Hillger, Berlin/Leipzig 1920.
- Das Vermächtnis der Pompadour. Hachmeister & Thal, Leipzig 1922.
- Das heimliche Herz. Engelhorns Nachf., Stuttgart 1921.
- Der Berg der Mütter. Roman (= Engelhorns Allgemeine Roman-Bibliothek 18/19). Engelhorns Nachf., Stuttgart 1922, Nachdruck des Originals, Salzwasser Verlag, Paderborn 2013
- Weißes Gold. Eine seltsame aber wahre Geschichte. Jugendbuch. Union Deutsche Verlagsgesellschaft, Stuttgart 1923, Nachdruck des Originals, Salzwasser Verlag, Paderborn 2013.
- Das Haus mit den goldenen Giebeln. Wessbeck 1922.
- Phantastische Geschichten und Legenden. Engelhorns Nachf., Stuttgart 1923.
- Im weiß-blauen Land. Bayerische Bilder. Feuilletons. Knorr & Hirth, München 1923, Neuauflage Allitera Verlag, München 2013
- Der Pionier der Königin. Jugendbuch. Ullstein, Berlin 1925.
- Der silberne Berg. Union Deutsche Verlagsgesellschaft, Stuttgart/Berlin/Leipzig 1925.
- Die Tochter Marie Antoinettes, eine Bannerträgerin der Legitimität. 1925.

- Robespierre. K. König, Wien 1925.

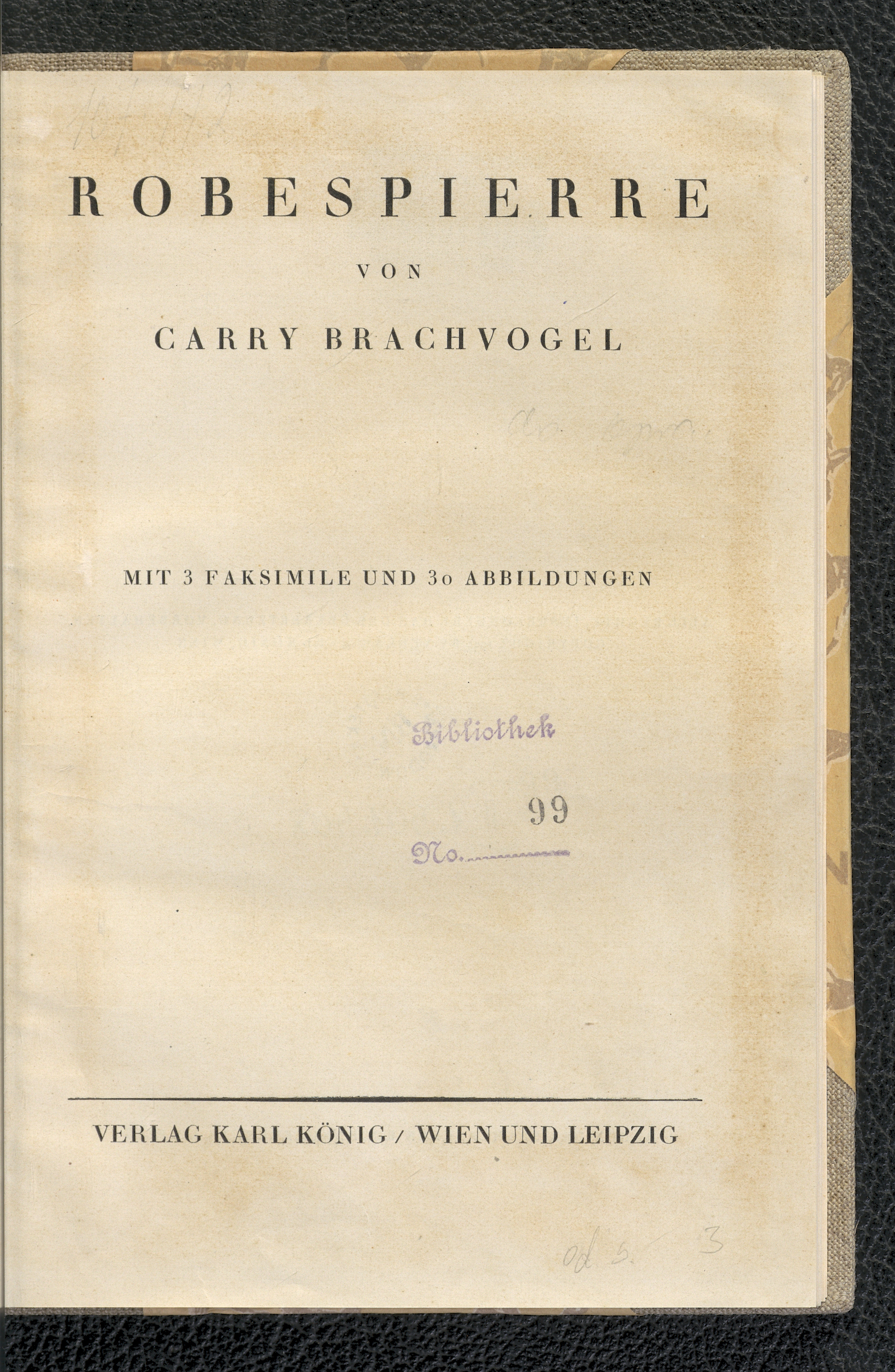
Robespierre von Carry Brachvogel (1925)

- Der Mohr der Dubarry. Medusa-Verlag, München 1925.
- Die Schauspielerin. Roman. Engelhorns Nachf., Stuttgart 1927.
- Das große Feuer. Historischer Roman. Die Buchgemeinde, Berlin 1929, Nachdruck des Originals, Salzwasser Verlag, Paderborn 2013.
- Zwei Ehen. Roman. Ensslin & Laiblin, Reutlingen 1931.
- Der Mord an der Grenze. Kriminalroman. Ensslin & Laiblin, Reutlingen 1932.

### Kurzgeschichten
- Der Einbrecher. In: Grazer Volksblatt, 19. März 1935, S. 1–2 (online bei ANNO).
- Berühmte Ohrfeigen. Die Maulschellen der Weltgeschichte. In: Grazer Volksblatt, 30. Mai 1935, S. 5–6 (online bei ANNO).
- Ich liebe dich!. In: Grazer Volksblatt, 27. November 1935, S. 1–2 (online bei ANNO).
- Von Himmelfahrt bis Pfingsten. In: Grazer Volksblatt, 21. Mai 1936, S. 1–3 (online bei ANNO).
- Der Spiegel. In: Grazer Volksblatt, 10. Februar 1937, S. 1–2 (online bei ANNO).

### Übersetzungen
- Honoré Riouffe: Diktatur des Wahnsinns. Memoiren eines Gefangenen (= Memoires d’undétenu pour servir à histoire de la tyrannie de Robespierre). Schraepler, Leipzig 1921.
- Karl Ludwig von Pöllnitz: Das galante Sachsen (= La Saxe galante). In: Novellen aus galanter Zeit. Wessel, Lübeck 1924.